# بني أورى بني مكسال (عين تيزغة)
بني أورى بني مكسال هي إحدى مشيخات المملكة المغربية، تتبع جغرافيا لإقليم بنسليمان وإداريًا لعين تيزغة. يقدر عدد سكانها بـ 4164 نسمة حسب الإحصاء الرسمي للسكان والسكنى لسنة 2004.